# Sirohi
Sirohi är en stad i nordvästra Indien, och är belägen i delstaten Rajasthan. Den är administrativ huvudort för distriktet Sirohi och hade cirka 40 000 invånare vid folkräkningen 2011. Staden grundades 1425 och var förr huvudstad i en vasallstat med samma namn som staden. 